# Primno macropa
Primno macropa är en kräftdjursart som beskrevs av Guérin Méneville 1836. Primno macropa ingår i släktet Primno och familjen Phrosinidae. Inga underarter finns listade i Catalogue of Life.